# Sphaerocionium adiantoides
Sphaerocionium adiantoides là một loài thực vật có mạch trong họ Hymenophyllaceae. Loài này được (Bosch) Pic. Serm. miêu tả khoa học đầu tiên năm 1973.